# 卡里纳罗
卡里纳罗（義大利語：Carinaro），是意大利卡塞塔省的一个市镇。总面积6.29平方公里，人口6994人，人口密度1111.9人/平方公里（2009年）。ISTAT代码为061016。